# Daphnella hyalina
Daphnella hyalina é uma espécie de gastrópode do gênero Daphnella, pertencente à família Raphitomidae.